# Scipio Kennedy
Pour les articles homonymes, voir Kennedy.
Scipio Kennedy, né vers 1694 et mort en 1774, est un esclave capturé en Guinée alors qu'il n'est qu'enfant. Après avoir été acheté à l'âge de cinq ou six ans par Douglas of Mains (en), il sert comme esclave pour sa fille, Lady Jean, épouse de Sir John, 2e Baronet Kennedy qui habite au château de Culzean dans l'Ayrshire, en Écosse. Il a obtenu un affranchissement en 1725, mais a continué à travailler pour la famille Kennedy et a reçu des terres sur le domaine. Il s'est marié en 1728 et a eu au moins huit enfants. Au moins un de ses descendants est connu en Écosse et a publié l'histoire de son ancêtre dans un journal national écossais.